# Liste der Kulturdenkmale in Eckernförde
In der Liste der Kulturdenkmale in Eckernförde sind alle Kulturdenkmale der schleswig-holsteinischen Stadt Eckernförde (Kreis Rendsburg-Eckernförde) und ihrer Ortsteile aufgelistet (Stand: 21. Juli 2025).
Die Bodendenkmale sind in der Liste der Bodendenkmale in Eckernförde aufgeführt.

## Legende
In den Spalten befinden sich folgende Informationen:
- Objekt-ID: die Nummer des Kulturdenkmales
- Lage: die Adresse des Kulturdenkmales und die geographischen Koordinaten. Kartenansicht, um Koordinaten zu setzen. In der Kartenansicht sind Kulturdenkmale ohne Koordinaten mit einem roten Marker dargestellt und können in der Karte gesetzt werden. Kulturdenkmale ohne Bild sind mit einem blauen Marker gekennzeichnet, Kulturdenkmale mit Bild mit einem grünen Marker.
- Offizielle Bezeichnung: Bezeichnung des Kulturdenkmales
- Beschreibung: die Beschreibung des Kulturdenkmales
- Bild: ein Bild des Kulturdenkmales

## Sachgesamtheiten
| Objekt-ID      | Lage                                     | Offizielle Bezeichnung | Beschreibung | Bild                             |
| -------------- | ---------------------------------------- | ---------------------- | --- | -------------------------------- |
| 40877 Wikidata | Bergstraße (54° 28′ 39″ N, 9° 50′ 19″ O) | Kirche Borby           | Aktualisierung vorgesehen - Begründung: geschichtlich, künstlerisch, städtebaulich, Kulturlandschaft prägend - Schutzumfang: Kirche Borby mit Ausstattung, Kirchhof Borby, Sarkophage, Grabmale bis 1870 | weitere Fotos \| Fotos hochladen |
| 40878 Wikidata | Kirchplatz (54° 28′ 19″ N, 9° 50′ 10″ O) | St. Nicolai            | Aktualisierung vorgesehen - Begründung: geschichtlich, künstlerisch, städtebaulich, Kulturlandschaft prägend - Schutzumfang: Kirche St. Nicolai mit Ausstattung, Kirchhof, Grabmale bis 1870             | weitere Fotos \| Fotos hochladen |

## Mehrheit von baulichen Anlagen
| Objekt-ID      | Lage | Offizielle Bezeichnung                                       | Beschreibung | Bild                             |
| -------------- | --- | ------------------------------------------------------------ | --- | -------------------------------- |
| 55148          | Gudewerdtstraße 39, 41 (54° 28′ 18″ N, 9° 50′ 19″ O)                                                               | ehem. Fischer-Doppelwohnhaus                                 | ehem. Fischer-Doppelwohnhaus; um 1850; symmetrischer eingesschossiger Backsteinbau unter traufständigem Satteldach mit Hohlpfannendeckung, seitliche polygonale Utluchten; Wohnhaus Nr. 39 und Nr. 41 - Begründung: geschichtlich, städtebaulich - Schutzumfang: Wohnhäuser Gudewerdtstraße 39, 41 | BW                               |
| 44599          | Kattsund 11, 13, 15, 17, 19, 21, 23, 25, Krayenbergsgang 7 (54° 28′ 25″ N, 9° 50′ 15″ O)                           | Baugruppe Kattsund 11-25                                     | Baugruppe Kattsund 11-25; 17.- 19. Jahrhundert; geschlossene Baugruppe aus ein- und zweigeschossigen Traufen- und Giebelhäusern in Backstein und Fachwerk, charakteristisches Beispiel der gewachsenen, altstadttypischen Eckernförder Struktur von kleinteiligen Wohn- und Gewerbebauten. Hervorgehoben das Fachwerkgiebelhaus Nr. 13 des 17. Jahrhunderts - Begründung: geschichtlich, wissenschaftlich, städtebaulich - Schutzumfang: Wohn- und Geschäftshaus (Kattsund 13), Wohn- und Wirtschaftsgebäude (Kattsund 23), Wohnhäuser (Kattsund 11, 15, 17, 19, 21, 25, Krayenbergsgang 7), Speicher (Kattsund 19) | BW                               |
| 37137 Wikidata | Kieler Straße 20, 22, 24, 26, Rathausmarkt 1, 2, 3, 4, 7, 8, St.-Nicolai-Straße 1, 2 (54° 28′ 17″ N, 9° 50′ 11″ O) | Rathausmarkt mit einfassender Bebauung                       | Aktualisierung vorgesehen - Begründung: geschichtlich, städtebaulich - Schutzumfang: Bebauung Kieler Straße 20, 22, 24, 26; Rathausmarkt 1, 2, 3, 4, 7, 8, 9, 10, 12; St.-Nikolai-Straße 1, 2 | weitere Fotos \| Fotos hochladen |
| 55634          | Kirchstraße 12, 14 (54° 24′ 33″ N, 9° 58′ 22″ O)                                                                   | Wohnhäuser Kirchstraße 12-14                                 | Wohnhausgruppe; um 1850; Gruppe aus zwei freistehenden eingeschossigen Backsteinbauten unter niedrigem Halbwalmdach, Friesgestaltung aus gerundeten Formsteinen mit Palmettenmotiv - Schutzumfang: Wohnhäuser Kirchstraße 12, 14 - Begründung: Geschichtlich, Städtebaulich | BW                               |
| 55964          | Langebrückstraße 1, Kieler Straße 2 (54° 28′ 21″ N, 9° 50′ 11″ O)                                                  | Wohn- und Geschäftshäuser Langebrückstraße 1/Kieler Straße 2 | Gruppe zweier Wohn- und Geschäftshäuser; 1889/90 und 1928 (Volutengiebel), Architekt Wilhelm Krukau; zweigschossige Putzbauten in bemerkenswert straßenbildprägender Ecksituation, insbesondere die markanten Volutengiebel platzraumgestaltend - Schutzumfang: Wohn- und Geschäftshaus Langebrückstraße 1, Volutengiebel und Trauffassade zur Kieler Straße des Wohn- und Geschäftshauses Kieler Straße 2 - Begründung: Geschichtlich, Künstlerisch, Städtebaulich | Fotos hochladen                  |
| 45960 Wikidata | Reeperbahn 37, 39, 41, 43, 44, 45–47, 50 (54° 28′ 12″ N, 9° 50′ 8″ O)                                              | Baugruppe Reeperbahn 37–50                                   | Bebauung der Reeperbahn 37-50; 1909 - 1920er Jahre; an der westl. Altstadtperipherie planmäßig angelegter Straßenzug mit dem Ausgangspunkt der ehem. Jungmannschule (Nr. 37), sukzessive Weiterführung nach Norden, umfasst wichtige öffentliche Gebäude (ehem. Jungmannschule, ehem. Landwirtschaftsschule, Amtsgericht) sowie nördlich anschließende repräsentative Wohnbauten - Begründung: geschichtlich, künstlerisch, städtebaulich - Schutzumfang: Amtsgericht (Reeperbahn 45-47), ehem. Wohnhaus Hinrichsen (Reeperbahn 37), ehem. Wohnhaus Reiß (Reeperbahn 39), ehem. Wohnhaus Siemsen (Reeperbahn 41), ehem. Wohn- und Geschäftshaus Hinrichsen (Reeperbahn 43), ehem. Landwirtschaftsschule (Pestalozzischule) (Reeperbahn 44), ehem. Jungmannschule mit Turnhalle (Pestalozzischule) (Reeperbahn 50) | weitere Fotos \| Fotos hochladen |

## Bauliche Anlagen
| Objekt-ID      | Lage                                                    | Offizielle Bezeichnung | Beschreibung | Bild                             |
| -------------- | ------------------------------------------------------- | --- | --- | -------------------------------- |
| 9496 Wikidata  | Am Ort (54° 28′ 30″ N, 9° 51′ 44″ O)                    | Ehrenmal für Major Eduard Julius Jungmann (Denkmal Norderschanze / Obelisk)                                                           | Entwurf: Germano Wanderley; Alteintragung (Aktualisierung vorgesehen) - Begründung: geschichtlich - Schutzumfang: gesamtes Objekt - Denkmaltyp: Bauliche Anlage | Fotos hochladen                  |
| 1677 Wikidata  | Bergstraße 12 (54° 28′ 42″ N, 9° 50′ 33″ O)             | Wohnhaus | Geburtshaus Lorenz von Steins Alteintragung (Aktualisierung vorgesehen) - Begründung: geschichtlich, städtebaulich - Schutzumfang: gesamtes Äußeres - Denkmaltyp: Bauliche Anlage | Fotos hochladen                  |
| 7096 Wikidata  | Bergstraße 15 (54° 28′ 39″ N, 9° 50′ 30″ O)             | Wohnhaus | Wohnhaus mit Einfriedung; 3. Drittel 19. Jh.; zweigeschossiger, gelber Backsteinbau mit Satteldach, aufwändige Backsteingliederung, gemauerte Einfriedung - Begründung: geschichtlich, städtebaulich - Schutzumfang: Wohnhaus, Einfriedung - Denkmaltyp: Bauliche Anlage | BW                               |
| 7090 Wikidata  | Bergstraße 47 (54° 28′ 36″ N, 9° 50′ 9″ O)              | Wohnhaus | Alteintragung (Aktualisierung vorgesehen) - Begründung: Alteintragung (Aktualisierung vorgesehen) - Schutzumfang: Alteintragung (Aktualisierung vorgesehen) - Denkmaltyp: Bauliche Anlage | Fotos hochladen                  |
| 7091 Wikidata  | Bergstraße 49 (54° 28′ 35″ N, 9° 50′ 8″ O)              | Wohnhaus | Alteintragung (Aktualisierung vorgesehen) - Begründung: Alteintragung (Aktualisierung vorgesehen) - Schutzumfang: Alteintragung (Aktualisierung vorgesehen) - Denkmaltyp: Bauliche Anlage | Fotos hochladen                  |
| 1678 Wikidata  | Bergstraße 50 (54° 28′ 37″ N, 9° 50′ 4″ O)              | Altes Seminar (Finanzamt) | Architekt: Janert; Alteintragung (Aktualisierung vorgesehen) - Begründung: Alteintragung (Aktualisierung vorgesehen) - Schutzumfang: Alteintragung (Aktualisierung vorgesehen) - Denkmaltyp: Bauliche Anlage | Fotos hochladen                  |
| 2032 Wikidata  | Bergstraße (54° 28′ 39″ N, 9° 50′ 19″ O)                | Kirche Borby mit Ausstattung | Alteintragung (Aktualisierung vorgesehen) - Begründung: geschichtlich, künstlerisch, städtebaulich - Schutzumfang: gesamtes Objekt - Denkmaltyp: Bauliche Anlage, Sachgesamtheit: Kirche Borby | weitere Fotos \| Fotos hochladen |
| 26728 Wikidata | Berliner Straße 80 (54° 27′ 30″ N, 9° 50′ 37″ O)        | Wohnhaus | der Hanggarten des Wohnhauses ist im Schutz inbegriffen; Alteintragung (Aktualisierung vorgesehen) - Begründung: künstlerisch, städtebaulich - Schutzumfang: Wohnhaus, Hanggarten - Denkmaltyp: Bauliche Anlage | Fotos hochladen                  |
| 11329 Wikidata | Bornbrook 1–3 (54° 27′ 47″ N, 9° 50′ 1″ O)              | Elektrizitätswerk | Architekt: Hans Wolter; Alteintragung (Aktualisierung vorgesehen) - Begründung: Alteintragung (Aktualisierung vorgesehen) - Schutzumfang: Alteintragung (Aktualisierung vorgesehen) - Denkmaltyp: Bauliche Anlage | Fotos hochladen                  |
| 7081 Wikidata  | Bornbrook 1–3 (54° 28′ 48″ N, 9° 49′ 49″ O)             | Wasserturm | Der Wasserturm ist nicht öffentlich zugänglich. Alteintragung (Aktualisierung vorgesehen) - Begründung: Alteintragung (Aktualisierung vorgesehen) - Schutzumfang: Alteintragung (Aktualisierung vorgesehen) - Denkmaltyp: Bauliche Anlage | Fotos hochladen                  |
| 19214 Wikidata | Carlshöhe 1–80 (54° 29′ 5″ N, 9° 48′ 29″ O)             | Kaserne Carlshöhe | Alteintragung (Aktualisierung vorgesehen) - Begründung: Alteintragung (Aktualisierung vorgesehen) - Schutzumfang: Alteintragung (Aktualisierung vorgesehen) - Denkmaltyp: Bauliche Anlage | weitere Fotos \| Fotos hochladen |
| 27966 Wikidata | Carlshöhe 1–80 (54° 29′ 5″ N, 9° 48′ 38″ O)             | Platz am Haupttor | Alteintragung (Aktualisierung vorgesehen) - Begründung: Alteintragung (Aktualisierung vorgesehen) - Schutzumfang: Alteintragung (Aktualisierung vorgesehen) - Denkmaltyp: Bauliche Anlage | BW                               |
| 13477 Wikidata | Carlshöhe 23 (54° 29′ 0″ N, 9° 48′ 32″ O)               | Mannschaftsgebäude (9) | Architekt: Rambacher; Alteintragung (Aktualisierung vorgesehen) - Begründung: Alteintragung (Aktualisierung vorgesehen) - Schutzumfang: Alteintragung (Aktualisierung vorgesehen) - Denkmaltyp: Bauliche Anlage | BW                               |
| 13476 Wikidata | Carlshöhe 25–27 (54° 29′ 2″ N, 9° 48′ 33″ O)            | Wirtschaftsgebäude (4) | Architekt: Rambacher; Alteintragung (Aktualisierung vorgesehen) - Begründung: Alteintragung (Aktualisierung vorgesehen) - Schutzumfang: Alteintragung (Aktualisierung vorgesehen) - Denkmaltyp: Bauliche Anlage | Fotos hochladen                  |
| 13478 Wikidata | Carlshöhe 29 (54° 29′ 1″ N, 9° 48′ 30″ O)               | Mannschaftsgebäude (10) | Architekt: Rambacher; Alteintragung (Aktualisierung vorgesehen) - Begründung: Alteintragung (Aktualisierung vorgesehen) - Schutzumfang: Alteintragung (Aktualisierung vorgesehen) - Denkmaltyp: Bauliche Anlage | BW                               |
| 13474 Wikidata | Carlshöhe 36 (54° 29′ 3″ N, 9° 48′ 37″ O)               | ehem. Stabskompaniegebäude (2) | Architekt: Rambacher; Alteintragung (Aktualisierung vorgesehen) - Begründung: Alteintragung (Aktualisierung vorgesehen) - Schutzumfang: Alteintragung (Aktualisierung vorgesehen) - Denkmaltyp: Bauliche Anlage | Fotos hochladen                  |
| 13473 Wikidata | Carlshöhe 38–40 (54° 29′ 4″ N, 9° 48′ 37″ O)            | Torhaus (1) | Architekt: Rambacher; Alteintragung (Aktualisierung vorgesehen) - Begründung: Alteintragung (Aktualisierung vorgesehen) - Schutzumfang: Alteintragung (Aktualisierung vorgesehen) - Denkmaltyp: Bauliche Anlage | Fotos hochladen                  |
| 13475 Wikidata | Carlshöhe 42 (54° 29′ 4″ N, 9° 48′ 34″ O)               | ehem. Stabskompaniegebäude (3) | Architekt: Rambacher; Alteintragung (Aktualisierung vorgesehen) - Begründung: Alteintragung (Aktualisierung vorgesehen) - Schutzumfang: Alteintragung (Aktualisierung vorgesehen) - Denkmaltyp: Bauliche Anlage | Fotos hochladen                  |
| 27965 Wikidata | Carlshöhe 75 (54° 29′ 9″ N, 9° 48′ 24″ O)               | Mannschaftgebäude (28) | Architekt: Rambacher; Alteintragung (Aktualisierung vorgesehen) - Begründung: Alteintragung (Aktualisierung vorgesehen) - Schutzumfang: Alteintragung (Aktualisierung vorgesehen) - Denkmaltyp: Bauliche Anlage | BW                               |
| 5432 Wikidata  | Fischerstraße 2 (54° 28′ 23″ N, 9° 50′ 18″ O)           | Wohnhaus | Alteintragung (Aktualisierung vorgesehen) - Begründung: Alteintragung (Aktualisierung vorgesehen) - Schutzumfang: Alteintragung (Aktualisierung vorgesehen) - Denkmaltyp: Bauliche Anlage | Fotos hochladen                  |
| 1682 Wikidata  | Fischerstraße 6 (54° 28′ 24″ N, 9° 50′ 18″ O)           | Wohnhaus mit Kneipe | Alteintragung (Aktualisierung vorgesehen) - Begründung: Alteintragung (Aktualisierung vorgesehen) - Schutzumfang: Alteintragung (Aktualisierung vorgesehen) - Denkmaltyp: Bauliche Anlage | Fotos hochladen                  |
| 7397 Wikidata  | Fischerstraße 9 (54° 28′ 24″ N, 9° 50′ 17″ O)           | Wohnhaus | Alteintragung (Aktualisierung vorgesehen) - Begründung: Alteintragung (Aktualisierung vorgesehen) - Schutzumfang: Alteintragung (Aktualisierung vorgesehen) - Denkmaltyp: Bauliche Anlage | Fotos hochladen                  |
| 1683 Wikidata  | Fischerstraße 14 (54° 28′ 25″ N, 9° 50′ 18″ O)          | Wohnhaus | Alteintragung (Aktualisierung vorgesehen) - Begründung: Alteintragung (Aktualisierung vorgesehen) - Schutzumfang: Alteintragung (Aktualisierung vorgesehen) - Denkmaltyp: Bauliche Anlage | Fotos hochladen                  |
| 1684 Wikidata  | Fischerstraße 28 (54° 28′ 27″ N, 9° 50′ 17″ O)          | Wohnhaus | Alteintragung (Aktualisierung vorgesehen) - Begründung: Alteintragung (Aktualisierung vorgesehen) - Schutzumfang: Alteintragung (Aktualisierung vorgesehen) - Denkmaltyp: Bauliche Anlage | Fotos hochladen                  |
| 1685 Wikidata  | Fischerstraße 29 (54° 28′ 27″ N, 9° 50′ 16″ O)          | Wohnhaus | Alteintragung (Aktualisierung vorgesehen) - Begründung: Alteintragung (Aktualisierung vorgesehen) - Schutzumfang: Alteintragung (Aktualisierung vorgesehen) - Denkmaltyp: Bauliche Anlage | Fotos hochladen                  |
| 1686 Wikidata  | Fischerstraße 31 (54° 28′ 28″ N, 9° 50′ 16″ O)          | Wohnhaus | Alteintragung (Aktualisierung vorgesehen) - Begründung: Alteintragung (Aktualisierung vorgesehen) - Schutzumfang: Alteintragung (Aktualisierung vorgesehen) - Denkmaltyp: Bauliche Anlage | Fotos hochladen                  |
| 1688 Wikidata  | Fischerstraße 33 (54° 28′ 28″ N, 9° 50′ 16″ O)          | Gasthaus | Alteintragung (Aktualisierung vorgesehen) - Begründung: Alteintragung (Aktualisierung vorgesehen) - Schutzumfang: Alteintragung (Aktualisierung vorgesehen) - Denkmaltyp: Bauliche Anlage | Fotos hochladen                  |
| 7112           | Frau-Clara-Straße 3 (54° 28′ 23″ N, 9° 50′ 10″ O)       | Wohnhaus | Wohnhaus; 1905; zweigeschossiger traufständiger Putzbau mit markantem Schweifgiebel, Fenster zum Teil gekoppelt - Begründung: geschichtlich, städtebaulich - Schutzumfang: gesamtes Objekt - Denkmaltyp: Bauliche Anlage | BW                               |
| 7084 Wikidata  | Frau-Clara-Straße 6 (54° 28′ 23″ N, 9° 50′ 11″ O)       | Wohnhaus | als Sparkassengebäude 1894 errichtet, nach dem 2. Weltkrieg unter anderem als Stadtbücherei und Volkshochschule genutzt; Alteintragung (Aktualisierung vorgesehen) - Begründung: Alteintragung (Aktualisierung vorgesehen) - Schutzumfang: Alteintragung (Aktualisierung vorgesehen) - Denkmaltyp: Bauliche Anlage | weitere Fotos \| Fotos hochladen |
| 7283 Wikidata  | Frau-Clara-Straße 15 (54° 28′ 24″ N, 9° 50′ 8″ O)       | Kontorhaus | Alteintragung (Aktualisierung vorgesehen) - Begründung: Alteintragung (Aktualisierung vorgesehen) - Schutzumfang: Alteintragung (Aktualisierung vorgesehen) - Denkmaltyp: Bauliche Anlage | weitere Fotos \| Fotos hochladen |
| 1691 Wikidata  | Frau-Clara-Straße 17–19 (54° 28′ 27″ N, 9° 50′ 10″ O)   | Rundspeicher | Getreidesilo, 1931–32 von Heinrich Hansen für die Firma Sieck errichtet. Achtgeschossiger Backsteinbau im Stil der Neuen Sachlichkeit. Alteintragung (Aktualisierung vorgesehen) - Begründung: geschichtlich, städtebaulich, technisch - Schutzumfang: gesamtes Äußeres - Denkmaltyp: Bauliche Anlage | weitere Fotos \| Fotos hochladen |
| 1692 Wikidata  | Frau-Clara-Straße 20 (54° 28′ 26″ N, 9° 50′ 11″ O)      | Wohnhaus | Alteintragung (Aktualisierung vorgesehen) - Begründung: Alteintragung (Aktualisierung vorgesehen) - Schutzumfang: Alteintragung (Aktualisierung vorgesehen) - Denkmaltyp: Bauliche Anlage | weitere Fotos \| Fotos hochladen |
| 2767 Wikidata  | Gerichtsstraße 4 (54° 28′ 8″ N, 9° 50′ 11″ O)           | Gebäude der Reichsbank-Nebenstelle Eckernförde, nach 1945 Filiale der Landeszentralbank Schleswig-Holstein, heute Polizeidienststelle | Backsteinbau mit Stufengiebel und Erker, 1933–1937 nach Entwurf von Reichsbank-Baudirektor Heinrich Wolff erbaut, Figurenrelief am Erker von Paul Merling; Alteintragung (Aktualisierung vorgesehen) - Begründung: geschichtlich, städtebaulich - Schutzumfang: gesamtes Äußeres - Denkmaltyp: Bauliche Anlage | Fotos hochladen                  |
| 7132 Wikidata  | Gudewerdtstraße 71 (54° 28′ 14″ N, 9° 50′ 19″ O)        | Alte Fischräucherei | Gebäudeensemble zusammen mit Jungfernstieg 41, Architekten: Wilhelm Kruckau und Carl Reiss; Alteintragung (Aktualisierung vorgesehen) - Begründung: Alteintragung (Aktualisierung vorgesehen) - Schutzumfang: Alteintragung (Aktualisierung vorgesehen) - Denkmaltyp: Bauliche Anlage | weitere Fotos \| Fotos hochladen |
| 7143 Wikidata  | Jungfernstieg 37 (54° 28′ 13″ N, 9° 50′ 21″ O)          | Wohnhaus | Architekt: F. F. W. Hinrichsen; Alteintragung (Aktualisierung vorgesehen) - Begründung: Alteintragung (Aktualisierung vorgesehen) - Schutzumfang: Alteintragung (Aktualisierung vorgesehen) - Denkmaltyp: Bauliche Anlage | Fotos hochladen                  |
| 19156 Wikidata | Jungfernstieg 37 (54° 28′ 13″ N, 9° 50′ 20″ O)          | Fischräucherei | Architekt: F. F. W. Hinrichsen; Alteintragung (Aktualisierung vorgesehen) - Begründung: Alteintragung (Aktualisierung vorgesehen) - Schutzumfang: Alteintragung (Aktualisierung vorgesehen) - Denkmaltyp: Bauliche Anlage | Fotos hochladen                  |
| 19154          | Jungfernstieg 41 (54° 28′ 14″ N, 9° 50′ 21″ O)          | Wohnhaus Alte Fischräucherei | Gebäudeensemble zusammen mit Gudewerdtstraße 71, Architekten: Wilhelm Kruckau und Carl Reiss; Alteintragung (Aktualisierung vorgesehen) - Begründung: Alteintragung (Aktualisierung vorgesehen) - Schutzumfang: Alteintragung (Aktualisierung vorgesehen) - Denkmaltyp: Bauliche Anlage | Fotos hochladen                  |
| 7413 Wikidata  | Jungfernstieg 117 (54° 28′ 26″ N, 9° 50′ 20″ O)         | ehem. Werkstattgebäude | Alteintragung (Aktualisierung vorgesehen) - Begründung: Alteintragung (Aktualisierung vorgesehen) - Schutzumfang: Alteintragung (Aktualisierung vorgesehen) - Denkmaltyp: Bauliche Anlage | Fotos hochladen                  |
| 7152           | Jungfernstieg 125 (54° 28′ 27″ N, 9° 50′ 20″ O)         | Wohnhaus | Wohnhaus; zweite Hälfte 19. Jh.; zweigeschossiger traufständiger Ziegelbau unter Satteldach mit mittigem Zwerchgiebel, profiliertes Trauffries, darunter umlaufendes Deutsches Band und Mäanderfries - Begründung: geschichtlich, städtebaulich - Schutzumfang: Wohnhaus, - Denkmaltyp: Bauliche Anlage | BW                               |
| 7085 Wikidata  | Jungmannufer 6 (54° 28′ 38″ N, 9° 50′ 46″ O)            | Wohnhaus | Alteintragung (Aktualisierung vorgesehen) - Begründung: Alteintragung (Aktualisierung vorgesehen) - Schutzumfang: Alteintragung (Aktualisierung vorgesehen) - Denkmaltyp: Bauliche Anlage | Fotos hochladen                  |
| 7088 Wikidata  | Jungmannufer 12 (54° 28′ 38″ N, 9° 50′ 53″ O)           | Villa | von 1913, Architekt: Arnold Bruhn; Alteintragung (Aktualisierung vorgesehen) - Begründung: Alteintragung (Aktualisierung vorgesehen) - Schutzumfang: Alteintragung (Aktualisierung vorgesehen) - Denkmaltyp: Bauliche Anlage | Fotos hochladen                  |
| 7089 Wikidata  | Jungmannufer 14 (54° 28′ 38″ N, 9° 50′ 55″ O)           | Backsteinvilla | Timm'sche Villa oder Villa Timm, nach Ende des Zweiten Weltkrieges Wohnsitz des Britischen Stadtkommandanten von Eckernförde; Architekten: Joerges & Wehde; Alteintragung (Aktualisierung vorgesehen) - Begründung: Alteintragung (Aktualisierung vorgesehen) - Schutzumfang: Alteintragung (Aktualisierung vorgesehen) - Denkmaltyp: Bauliche Anlage | Fotos hochladen                  |
| 7154           | Kattsund 11 (54° 28′ 25″ N, 9° 50′ 15″ O)               | Wohnhaus | Wohnhaus; Ende 19. Jh.; zweigeschossiger Backsteinbau, traufständig mit Satteldach, Fenster und linksseitige Haustür mit Segmentbögen - Begründung: geschichtlich, städtebaulich - Schutzumfang: gesamtes Objekt - Denkmaltyp: Bauliche Anlage, Mehrheit von baulichen Anlagen: Baugruppe Kattsund 11-25 | BW                               |
| 1694 Wikidata  | Kattsund 13 (54° 28′ 25″ N, 9° 50′ 14″ O)               | Wohn- und Geschäftshaus | Wohn- und Geschäftshaus; 17. Jh.; eingeschossiges Fachwerkgiebelhaus mit Satteldach, rechtsseitige Utlucht, oberes Giebelgeschoss auf Knaggen vorkragend - Begründung: geschichtlich, wissenschaftlich, städtebaulich - Schutzumfang: gesamtes Objekt - Denkmaltyp: Bauliche Anlage, Mehrheit von baulichen Anlagen: Baugruppe Kattsund 11-25 | Fotos hochladen                  |
| 7156           | Kattsund 17 (54° 28′ 26″ N, 9° 50′ 14″ O)               | Wohnhaus | Wohnhaus; 1. Hälfte 19. Jh.; eingeschossiger geschlämmter Backsteinbau, traufständig breitgelagert, mit Satteldach und repräsentativem Zwerchhaus - Begründung: geschichtlich, städtebaulich - Schutzumfang: gesamtes Objekt - Denkmaltyp: Bauliche Anlage, Mehrheit von baulichen Anlagen: Baugruppe Kattsund 11-25 | BW                               |
| 7157           | Kattsund 25 (54° 28′ 27″ N, 9° 50′ 14″ O)               | Wohnhaus | Wohnhaus; 19. Jh.; eingeschossiger Putzbau in Traufstellung, Satteldach und Mittelzwerchhaus in Fachwerk, Mitteleingang - Begründung: geschichtlich, städtebaulich - Schutzumfang: gesamtes Objekt - Denkmaltyp: Bauliche Anlage, Mehrheit von baulichen Anlagen: Baugruppe Kattsund 11-25 | BW                               |
| 1695 Wikidata  | Kieler Straße 4 (54° 28′ 20″ N, 9° 50′ 10″ O)           | ehem. Domkrug | Zweigeschossiges Giebelhaus mit barockem Giebel, erbaut 1765. Die seitliche, zum Kirchplatz gelegene Wand in Fachwerk erstellt. Alteintragung (Aktualisierung vorgesehen) - Begründung: Alteintragung (Aktualisierung vorgesehen) - Schutzumfang: Alteintragung (Aktualisierung vorgesehen) - Denkmaltyp: Bauliche Anlage | Fotos hochladen                  |
| 5433 Wikidata  | Kieler Straße 16 (54° 28′ 18″ N, 9° 50′ 12″ O)          | Geschäftshaus (Rückgebäude) | Alteintragung (Aktualisierung vorgesehen) - Begründung: Alteintragung (Aktualisierung vorgesehen) - Schutzumfang: Alteintragung (Aktualisierung vorgesehen) - Denkmaltyp: Bauliche Anlage | Fotos hochladen                  |
| 34002 Wikidata | Kieler Straße 20 (54° 28′ 17″ N, 9° 50′ 12″ O)          | Wohn- und Geschäftshaus | Wohn- und Geschäftshaus; Anfang 20. Jh.; dreigeschossiger Baukörper in geschlossener Baureihe, Schieferdach zu den Traufseiten abgewalmt, zwei Zwerchhäuser, Ziegelfassade mit Putzgliederung und Jugendstilstuck - Begründung: geschichtlich, städtebaulich - Schutzumfang: gesamtes Objekt - Denkmaltyp: Bauliche Anlage, Mehrheit von baulichen Anlagen: Rathausmarkt mit einfassender Bebauung | BW                               |
| 28784 Wikidata | Kieler Straße 24 (54° 28′ 17″ N, 9° 50′ 13″ O)          | Wohn- und Geschäftshaus | Wohn- und Geschäftshaus; 1887; dreigeschossiges Eckgebäude mit Ziegelfassade und historistischer Putzgliederung, schiefergedecktes Mansarddach mit Gauben, Spitzgiebeln und Firstzier, die Gebäudeecken mit Erker bzw. turmartig ausgebildet; Architekt: Wilhelm Kruckau - Begründung: geschichtlich, städtebaulich - Schutzumfang: gesamtes Objekt - Denkmaltyp: Bauliche Anlage, Mehrheit von baulichen Anlagen: Rathausmarkt mit einfassender Bebauung | BW                               |
| 7170           | Kieler Straße 25 (54° 28′ 16″ N, 9° 50′ 14″ O)          | Wohn- und Geschäftshaus (ehem. Blöcker & von der Osten)                                                                               | Wohn- und Geschäftshaus; 1887; zweigeschossiger traufständiger Backsteinbau mit verputzter Straßenfront in spätklassizistischen Formen und Satteldach - Begründung: geschichtlich, künstlerisch, städtebaulich - Schutzumfang: gesamtes Objekt - Denkmaltyp: Bauliche Anlage | BW                               |
| 1696 Wikidata  | Kieler Straße 48 (54° 28′ 13″ N, 9° 50′ 13″ O)          | Wohn- und Geschäftshaus | Sogenannte Ritterburg. Zweigeschossiger geschlämmter Backsteinbau mit Volutengiebel, wohl 16. Jh. Das Erdgeschoss wurde in jüngerer Zeit durch einen Ladeneinbau verändert. Alteintragung (Aktualisierung vorgesehen) - Begründung: Alteintragung (Aktualisierung vorgesehen) - Schutzumfang: Alteintragung (Aktualisierung vorgesehen) - Denkmaltyp: Bauliche Anlage | weitere Fotos \| Fotos hochladen |
| 7177 Wikidata  | Kieler Straße 57 (54° 28′ 9″ N, 9° 50′ 15″ O)           | ehem. Postamt | ehem. Postamt; 1893; zweigeschossiger Backsteinbau mit Walmdach, zwei Risalite mit Blendengiebeln, nördlich Turmanbau mit jüngerer Spitze, qualitätvolle Backsteinornamentik, akzentuierende Bänderung durch Glasursteine - Begründung: geschichtlich, städtebaulich - Schutzumfang: gesamtes Objekt - Denkmaltyp: Bauliche Anlage | weitere Fotos \| Fotos hochladen |
| 1697 Wikidata  | Kieler Straße 59 (54° 28′ 7″ N, 9° 50′ 17″ O)           | ehem. Knaben-Bürgerschule | Zuletzt befand sich hier die Willers-Jessen-Schule. Alteintragung (Aktualisierung vorgesehen) - Begründung: Alteintragung (Aktualisierung vorgesehen) - Schutzumfang: Alteintragung (Aktualisierung vorgesehen) - Denkmaltyp: Bauliche Anlage | weitere Fotos \| Fotos hochladen |
| 7179 Wikidata  | Kieler Straße 78 (54° 28′ 6″ N, 9° 50′ 12″ O)           | Alte Bauschule | Architekten: Germano Wanderley und Friedrich Faber; siehe auch: Reeperbahn 57; Alteintragung (Aktualisierung vorgesehen) - Begründung: Alteintragung (Aktualisierung vorgesehen) - Schutzumfang: Alteintragung (Aktualisierung vorgesehen) - Denkmaltyp: Bauliche Anlage | weitere Fotos \| Fotos hochladen |
| 1698 Wikidata  | Kieler Straße 98–102 (54° 27′ 59″ N, 9° 50′ 15″ O)      | ehem. Christianspflegehaus | Auch Alte Kaserne genannt. Vor dem Kieler Tor 1761 zunächst als Wollmanufaktur errichtet. Bereits 1785 als Invaliden- und Waisenhaus umgebaut und um ein Geschoss erhöht. Von 1867 bis 1870 als Kaserne genutzt und anschließend in Wohnungen unterteilt. Zweigeschossiger geschlämmter Backsteinbau mit übergiebeltem Mittelrisalit. Nach einem Brand im Mai 1969 um das südlichste Gebäudesegment verkürzt. Alteintragung (Aktualisierung vorgesehen) - Begründung: Alteintragung (Aktualisierung vorgesehen) - Schutzumfang: Alteintragung (Aktualisierung vorgesehen) - Denkmaltyp: Bauliche Anlage | Fotos hochladen                  |
| 2700 Wikidata  | Kirchplatz (54° 28′ 19″ N, 9° 50′ 10″ O)                | Kirche St. Nicolai mit Ausstattung | Alteintragung (Aktualisierung vorgesehen) - Begründung: geschichtlich, künstlerisch, städtebaulich - Schutzumfang: gesamtes Objekt - Denkmaltyp: Bauliche Anlage, Sachgesamtheit: Kirche St. Nicolai | weitere Fotos \| Fotos hochladen |
| 23081 Wikidata | Klintbarg 15 (54° 27′ 19″ N, 9° 50′ 51″ O)              | Altes Leuchtfeuer | Altes Leuchtfeuer; 1907; Wärterhaus mit aufgesetzter Leuchtfeuerkammer, Putzbau mit flachen Walmdächern, ab 1986 Wohnbau, Architekt: Arnold Bruhn - Begründung: geschichtlich, städtebaulich, technisch, Kulturlandschaft prägend - Schutzumfang: gesamtes Objekt - Denkmaltyp: Bauliche Anlage | Fotos hochladen                  |
| 1699 Wikidata  | Krayenbergsgang 7 (54° 28′ 25″ N, 9° 50′ 14″ O)         | Wohnhaus | Wohnhaus; Mitte 19. Jh.; eingeschossiger Backsteinbau mit weißer Fassung, traufständig mit Mansardwalmdach, Zwerchhaus über dem mittigen Eingang - Begründung: geschichtlich, städtebaulich - Schutzumfang: gesamtes Äußeres - Denkmaltyp: Bauliche Anlage, Mehrheit von baulichen Anlagen: Baugruppe Kattsund 11-25 | Fotos hochladen                  |
| 7183           | Langebrückstraße 1 (54° 28′ 21″ N, 9° 50′ 10″ O)        | ehem. Wohn- und Geschäftshaus | ehem. Wohn- und Geschäftshaus; um 1889 und 1928 (Volutengiebel), Architekt Wilhelm Krukau; zweigeschossiger und zweiteiliger Baukörper unter steilem Satteldach bzw. sog. Kieler Dach, überwiegend Putzfassade mit rustizierender Quaderung im Erdgeschoss - Schutzumfang: ehem. Wohn- und Geschäftshaus - Begründung: Geschichtlich, Künstlerisch, Städtebaulich | BW                               |
| 1700 Wikidata  | Langebrückstraße 3 (54° 28′ 21″ N, 9° 50′ 9″ O)         | Speicher | ehem. Otte-Speicher (auch: Ottescher Speicher), dreigeschossiger Ziegelbau, erbaut 1723; Alteintragung (Aktualisierung vorgesehen) - Begründung: Alteintragung (Aktualisierung vorgesehen) - Schutzumfang: Alteintragung (Aktualisierung vorgesehen) - Denkmaltyp: Bauliche Anlage | weitere Fotos \| Fotos hochladen |
| 1701 Wikidata  | Langebrückstraße 17 (54° 28′ 21″ N, 9° 50′ 3″ O)        | Wohn- und Geschäftshaus | Wäscherei-Mahrt-Haus, ehemalige Apotheke; Wohn- und Geschäftshaus; um 1572, um 1840 klassizistisch überformt; zweigeschossiger Putzbau unter Walmdach; Flügelanbau, zweigeschossiger Fachwerkbau unter Walmdach - Begründung: geschichtlich, künstlerisch, städtebaulich - Schutzumfang: Wohn- und Geschäftshaus, - Denkmaltyp: Bauliche Anlage | BW                               |
| 1702 Wikidata  | Langebrückstraße 34 (54° 28′ 24″ N, 9° 50′ 4″ O)        | Siemsen-Speicher | Alteintragung (Aktualisierung vorgesehen) - Begründung: Alteintragung (Aktualisierung vorgesehen) - Schutzumfang: Alteintragung (Aktualisierung vorgesehen) - Denkmaltyp: Bauliche Anlage | Fotos hochladen                  |
| 9389 Wikidata  | Lorenz-von-Stein-Ring 1–5 (54° 27′ 48″ N, 9° 49′ 46″ O) | Fachhochschule für Architektur und Bauingenieurwesen                                                                                  | Die ehemalige Fachhochschule ist ein Bauwerk des Architekten Friedrich Spengelin, später befand sich hier der Baltic Sea International Campus. 2017 erfolgt der Umbau zu einem Wohnprojekt „Betreutes Wohnen“ des Diakonischen Werkes. Alteintragung (Aktualisierung vorgesehen) - Begründung: Alteintragung (Aktualisierung vorgesehen) - Schutzumfang: Alteintragung (Aktualisierung vorgesehen) - Denkmaltyp: Bauliche Anlage | Fotos hochladen                  |
| 1712 Wikidata  | Mühlenberg 12 (54° 28′ 34″ N, 9° 50′ 3″ O)              | Kreishaus / ehemaliges Landratsamt | Architekt: W. Berghauer 1894; Erweiterungsbau 1913: Hans Wolter; Alteintragung (Aktualisierung vorgesehen) - Begründung: geschichtlich, städtebaulich - Schutzumfang: gesamtes Objekt - Denkmaltyp: Bauliche Anlage | Fotos hochladen                  |
| 1708 Wikidata  | Ottestraße 13 (54° 28′ 23″ N, 9° 50′ 17″ O)             | Wohn- und Geschäftshaus | Alteintragung (Aktualisierung vorgesehen) - Begründung: geschichtlich, städtebaulich - Schutzumfang: gesamtes Objekt - Denkmaltyp: Bauliche Anlage | Fotos hochladen                  |
| 1709 Wikidata  | Pastorengang 10 (54° 28′ 19″ N, 9° 50′ 17″ O)           | ehemaliges Pastorat | Eingeschossiger Backsteinbau mit übergiebeltem Mittelrisalit von 1754. Alteintragung (Aktualisierung vorgesehen) - Begründung: Alteintragung (Aktualisierung vorgesehen) - Schutzumfang: Alteintragung (Aktualisierung vorgesehen) - Denkmaltyp: Bauliche Anlage | Fotos hochladen                  |
| 1681 Wikidata  | Preußerstraße (54° 27′ 47″ N, 9° 50′ 30″ O)             | Denkmal Süderschanze | (Kuranlagen), Entwurf: Germano Wanderley Alteintragung (Aktualisierung vorgesehen) - Begründung: Alteintragung (Aktualisierung vorgesehen) - Schutzumfang: Alteintragung (Aktualisierung vorgesehen) - Denkmaltyp: Bauliche Anlage | Fotos hochladen                  |
| 7204 Wikidata  | Preußerstraße (54° 27′ 52″ N, 9° 50′ 26″ O)             | Gefionbrunnen | (Kuranlagen), Entwürfe: Johann Daniel Petersen (Galionsfigur) und Arthur Götting (Brunnen); die Original-Galionsfigur ist heute im Eckernförder Rathaus untergebracht (siehe: Rathausmarkt 4-6); Alteintragung (Aktualisierung vorgesehen) - Begründung: geschichtlich, künstlerisch - Schutzumfang: gesamtes Objekt - Denkmaltyp: Bauliche Anlage | weitere Fotos \| Fotos hochladen |
| 1680 Wikidata  | Preußerstraße (54° 27′ 47″ N, 9° 50′ 28″ O)             | Grabmal für E. Jungmann | Grabmal für Eduard Julius Jungmann in den Kuranlagen, von Engelbert Peiffer; Alteintragung (Aktualisierung vorgesehen) - Begründung: Alteintragung (Aktualisierung vorgesehen) - Schutzumfang: Alteintragung (Aktualisierung vorgesehen) - Denkmaltyp: Bauliche Anlage | Fotos hochladen                  |
| 1710 Wikidata  | Rathausmarkt 1 (54° 28′ 16″ N, 9° 50′ 12″ O)            | Verlagsgebäude Eckernförder Zeitung                                                                                                   | auch ehemaliges Verlagshaus J. C. Schwensen, 1907, Architekt: Wilhelm Kruckau; Alteintragung (Aktualisierung vorgesehen) - Begründung: geschichtlich, städtebaulich - Schutzumfang: gesamtes Äußeres - Denkmaltyp: Bauliche Anlage, Mehrheit von baulichen Anlagen: Rathausmarkt mit einfassender Bebauung | weitere Fotos \| Fotos hochladen |
| 28535 Wikidata | Rathausmarkt 3 (54° 28′ 16″ N, 9° 50′ 11″ O)            | ehem. Fabrikantenwohnhaus | ehem. Wohnhaus; 1891, Bauherr: Tabakfabrikant Spethmann; zweigeschossiger Backsteinbau mit übergiebeltem Eingangsrisalit, schiefergedecktes Satteldach mit platzseitigem Walm. Heute Bürgerbegegnungsstätte war das Gebäude ab 1923 zwischenzeitlich Bankfiliale, Stadtkasse, Gestapo-Quatier, Polizeigebäude, Abteilungssitz der Stadtverwaltung - Begründung: geschichtlich, städtebaulich - Schutzumfang: gesamtes Objekt - Denkmaltyp: Bauliche Anlage, Mehrheit von baulichen Anlagen: Rathausmarkt mit einfassender Bebauung | BW                               |
| 28430 Wikidata | Rathausmarkt 4–6 (54° 28′ 16″ N, 9° 50′ 10″ O)          | Galionsfigur der „Gefion“ | siehe Gefion-Brunnen (Eckernförde), Entwurf: Johann Daniel Petersen; Alteintragung (Aktualisierung vorgesehen) - Begründung: geschichtlich, künstlerisch - Schutzumfang: gesamtes Objekt - Denkmaltyp: Bauliche Anlage | Fotos hochladen                  |
| 1711 Wikidata  | Rathausmarkt 8 (54° 28′ 17″ N, 9° 50′ 11″ O)            | Altes Rathaus | Heute befindet sich hier das Museum Eckernförde (siehe auch St.-Nicolai-Straße 2). Alteintragung (Aktualisierung vorgesehen) - Begründung: geschichtlich, städtebaulich - Schutzumfang: gesamtes Objekt - Denkmaltyp: Bauliche Anlage, Mehrheit von baulichen Anlagen: Rathausmarkt mit einfassender Bebauung | weitere Fotos \| Fotos hochladen |
| 7213 Wikidata  | Reeperbahn 28 (54° 28′ 14″ N, 9° 50′ 3″ O)              | ehem. Wohnhaus | ehem. Wohnhaus; um 1900; zweigeschossiger rustizierter Putzbau über hohem Sockel und mit Satteldach, nördlich dreigeschossiger Eckturm unter flachem Pyramidendach - Schutzumfang: ehem. Wohnhaus - Begründung: Geschichtlich, Städtebaulich | BW                               |
| 7215 Wikidata  | Reeperbahn 39 (54° 28′ 11″ N, 9° 50′ 8″ O)              | ehem. Wohnhaus Reiß | ehem. Wohnhaus Reiß; 1922, Carl Reiß; zweigeschossiger repräsentativer Backsteinbau auf hohem Sockel unter Walmdach, Gliederung der Fassade durch Lisenen in Formen der Heimatschutzarchitektur - Begründung: geschichtlich, städtebaulich - Schutzumfang: gesamtes Objekt - Denkmaltyp: Bauliche Anlage, Mehrheit von baulichen Anlagen: Baugruppe Reeperbahn 37-50 | BW                               |
| 7216 Wikidata  | Reeperbahn 41 (54° 28′ 11″ N, 9° 50′ 8″ O)              | ehem. Wohnhaus Siemsen | ehem. Wohnhaus Siemsen; 1922, J. v. Holdt für die Firma Siemsen; zweigeschossiger repräsentativer Backsteinbau auf hohem Sockel unter Walmdach, Gliederung der Fassade durch breite Ecklisenen in Formen des Heimatschutzes - Begründung: geschichtlich, städtebaulich - Schutzumfang: gesamtes Objekt - Denkmaltyp: Bauliche Anlage, Mehrheit von baulichen Anlagen: Baugruppe Reeperbahn 37-50 | BW                               |
| 7217 Wikidata  | Reeperbahn 43 (54° 28′ 10″ N, 9° 50′ 9″ O)              | ehem. Wohn- und Geschäftshaus Hinrichsen                                                                                              | Wohn- und Geschäftshaus; 1922, J. v. Holdt für F.F.W. Hinrichsen; zweigeschossiger, breit gelagerter Backsteinbau, Walmdach, sechsachsige durch Lisenen gegliederte Fassade in Formen des Heimatschutzes, Nordachse Hofdurchfahrt mit darüber liegendem Runderker, Südachse historische Hauseingangstür mit Backsteinornamentik - Begründung: geschichtlich, städtebaulich - Schutzumfang: gesamtes Objekt - Denkmaltyp: Bauliche Anlage, Mehrheit von baulichen Anlagen: Baugruppe Reeperbahn 37-50 | BW                               |
| 7218 Wikidata  | Reeperbahn 44 (54° 28′ 10″ N, 9° 50′ 6″ O)              | ehem. Landwirtschaftsschule (Pestalozzischule)                                                                                        | ehem. Landwirtschaftsschule, 1928 durch H. Hansen errichtet, breit gelagerter repräsentativer Schulbau von 13 Achsen unter Walmdach, in Formen der Heimatschutzarchitektur in Backstein errichtet, Die rundbogige historische Haupteingangstür erhöht mit zweiachsiger Freitreppe, weitere bauzeitliche Eingangstüren ebenerdig in den äußersten Achsen, darüber je vertikale Fensterreihen zu den Treppenhäusern, die die Fassade gliedern. Dachausbau mit drei kleinen Gauben in den zentralen Achsen, rückwärtig zwei zweigeschossige bauzeitliche Flügelbauten - Begründung: geschichtlich, künstlerisch, städtebaulich - Schutzumfang: gesamtes Objekt - Denkmaltyp: Bauliche Anlage, Mehrheit von baulichen Anlagen: Baugruppe Reeperbahn 37-50 | BW                               |
| 1703 Wikidata  | Reeperbahn 45 – 47 (54° 28′ 8″ N, 9° 50′ 10″ O)         | Amtsgericht | Amtsgericht; 1922, Reg.-Baurat Gyßling; zweigeschossiger repräsentativer Backsteinbau unter Vollwalmdach, dreiachsiger vorkragender Mittelrisalit mit Hauptportal in barocken Formen und Mansarddach, langgestreckter Seitenflügel zur Gerichtstraße - Begründung: geschichtlich, künstlerisch, städtebaulich - Schutzumfang: gesamtes Objekt - Denkmaltyp: Bauliche Anlage, Mehrheit von baulichen Anlagen: Baugruppe Reeperbahn 37-50 | Fotos hochladen                  |
| 7219 Wikidata  | Reeperbahn 50 (54° 28′ 8″ N, 9° 50′ 8″ O)               | ehem. Jungmannschule mit Turnhalle (Pestalozzischule)                                                                                 | ehem. Jungmannschule (Pestalozzischule), 1909 von Heinrich Bomhoff errichtet, mächtiger, dreigeschossiger Backsteinbau in Formen der Heimatschutzarchitektur, mehrteilige Dachlandschaft mit Ausrichtung auf die Straßenecke Reeperbahn/Gerichtstraße durch zwei hohe geschwungene Giebel, nördlich ein achteckiger Turmaufsatz, das zurückgesetzte Hauptportal unter hohem Rundbogen - Begründung: geschichtlich, künstlerisch, städtebaulich - Schutzumfang: gesamtes Objekt - Denkmaltyp: Bauliche Anlage, Mehrheit von baulichen Anlagen: Baugruppe Reeperbahn 37-50 | Fotos hochladen                  |
| 50743          | Reeperbahn 52 (54° 28′ 7″ N, 9° 50′ 8″ O)               | Wohnhaus mit Laden | Wohnhaus mit Laden; um 1900; zweigeschossiger Backsteinbau mit Walmdach, turmartiges Zwerchhaus über dem Eingang, eingeschossiger Ladenanbau - Begründung: geschichtlich, städtebaulich - Schutzumfang: gesamtes Objekt - Denkmaltyp: Bauliche Anlage | BW                               |
| 19157 Wikidata | Reeperbahn 57 (54° 28′ 6″ N, 9° 50′ 10″ O)              | Alte Bauschule (Erweiterungsbau) | siehe auch: Kieler Straße 78; Alteintragung (Aktualisierung vorgesehen) - Begründung: Alteintragung (Aktualisierung vorgesehen) - Schutzumfang: Alteintragung (Aktualisierung vorgesehen) - Denkmaltyp: Bauliche Anlage | weitere Fotos \| Fotos hochladen |
| 19050 Wikidata | Rendsburger Straße 36 (54° 27′ 40″ N, 9° 50′ 12″ O)     | Villa | Architekt: Wilhelm Kruckau; Alteintragung (Aktualisierung vorgesehen) - Begründung: künstlerisch, städtebaulich - Schutzumfang: gesamtes Objekt - Denkmaltyp: Bauliche Anlage | Fotos hochladen                  |
| 7163 Wikidata  | Rosengang 4 (54° 28′ 20″ N, 9° 50′ 16″ O)               | Schuch-Speicher | Alteintragung (Aktualisierung vorgesehen) - Begründung: geschichtlich, städtebaulich - Schutzumfang: gesamtes Objekt - Denkmaltyp: Bauliche Anlage | Fotos hochladen                  |
| 52294          | Rosengang 10 (54° 28′ 18″ N, 9° 50′ 17″ O)              | Wohnhaus | Aufnahme in die Denkmalliste am 2. Februar 2021, Abbruchgenehmigung am 10. August 2021 erteilt Mehrparteienhaus; spätes 19. Jh.; zweigeschossiger Ziegelbau mit ausgebautem Kieler Dach, dreigeschossiger Seitenrisalit mit Hofdurchfahrt - Begründung: geschichtlich, städtebaulich - Schutzumfang: gesamtes Objekt - Denkmaltyp: Bauliche Anlage | Fotos hochladen                  |
| 7224 Wikidata  | Schiffbrücke 8 (54° 28′ 28″ N, 9° 50′ 17″ O)            | ehem. Nebenzollamt | Alteintragung (Aktualisierung vorgesehen) - Begründung: geschichtlich, städtebaulich - Schutzumfang: gesamtes Objekt - Denkmaltyp: Bauliche Anlage | Fotos hochladen                  |
| 7383 Wikidata  | Schiffbrücke (54° 28′ 30″ N, 9° 50′ 9″ O)               | Holzbrücke | Alteintragung (Aktualisierung vorgesehen) - Begründung: Alteintragung (Aktualisierung vorgesehen) - Schutzumfang: Alteintragung (Aktualisierung vorgesehen) - Denkmaltyp: Bauliche Anlage | weitere Fotos \| Fotos hochladen |
| 7093 Wikidata  | Schiffbrücke (Außenhafen) (54° 28′ 27″ N, 9° 50′ 27″ O) | Alter Leuchtturm | Alteintragung (Aktualisierung vorgesehen) - Begründung: Alteintragung (Aktualisierung vorgesehen) - Schutzumfang: Alteintragung (Aktualisierung vorgesehen) - Denkmaltyp: Bauliche Anlage | weitere Fotos \| Fotos hochladen |
| 7226           | Schleswiger Straße 19 (54° 28′ 43″ N, 9° 49′ 38″ O)     | ehem. Finanzamt | ehem. Finanzamt; 1922/23, Architekt Regierungsbaurat Riecker; zweigeschossiger traufständiger Ziegelbau unter hohem Mansardwalmdach, mit Eckrustizierung und rundbogigem Portal, Zwerchgiebel in expressionistischer Formensprache - Begründung: geschichtlich, städtebaulich - Schutzumfang: ehem. Finanzamt, - Denkmaltyp: Bauliche Anlage | BW                               |
| 7229 Wikidata  | Sehestedter Straße 24 (54° 27′ 31″ N, 9° 50′ 25″ O)     | Wohnhaus | Alteintragung (Aktualisierung vorgesehen) - Begründung: Alteintragung (Aktualisierung vorgesehen) - Schutzumfang: Alteintragung (Aktualisierung vorgesehen) - Denkmaltyp: Bauliche Anlage | Fotos hochladen                  |
| 1704 Wikidata  | St.-Nicolai-Straße 1 (54° 28′ 17″ N, 9° 50′ 8″ O)       | ehem. Kaffeehaus Hudemann | Das heutige Kaffeehaus & Konditorei Heldt war das ehemalige Kaffeehaus Hudemann und Café Maaß. Das Haus ist aufgrund der Fassade als Denkmal geschützt, das Gebäude selbst stammt im Kern aus dem 16. Jahrhundert. Ursprünglich giebelständiges, eingeschossiges Haus mit Krüppelwalmdach, das 1925 um ein Geschoss aufgestockt und mit einem Fachwerkgiebel versehen wurde, der mit Fächerrosetten verziert ist. Architekt (Umbau 1925): August Hudemann; Alteintragung (Aktualisierung vorgesehen) - Begründung: geschichtlich, städtebaulich - Schutzumfang: gesamtes Äußeres - Denkmaltyp: Bauliche Anlage, Mehrheit von baulichen Anlagen: Rathausmarkt mit einfassender Bebauung                                                                | weitere Fotos \| Fotos hochladen |
| 1705 Wikidata  | St.-Nicolai-Straße 2 (54° 28′ 18″ N, 9° 50′ 9″ O)       | ehem. Stadtbauamt (Städtisches Museum)                                                                                                | siehe unter Altes Rathaus (Eckernförde); Alteintragung (Aktualisierung vorgesehen) - Begründung: geschichtlich, städtebaulich - Schutzumfang: gesamtes Äußeres - Denkmaltyp: Bauliche Anlage, Mehrheit von baulichen Anlagen: Rathausmarkt mit einfassender Bebauung | Fotos hochladen                  |
| 1706 Wikidata  | St.-Nicolai-Straße 4 (54° 28′ 18″ N, 9° 50′ 9″ O)       | Wohnhaus | Alteintragung (Aktualisierung vorgesehen) - Begründung: Alteintragung (Aktualisierung vorgesehen) - Schutzumfang: Alteintragung (Aktualisierung vorgesehen) - Denkmaltyp: Bauliche Anlage | Fotos hochladen                  |
| 1707 Wikidata  | St.-Nicolai-Straße 13 (54° 28′ 19″ N, 9° 50′ 7″ O)      | Wohn- und Geschäftshaus | Alteintragung (Aktualisierung vorgesehen) - Begründung: Alteintragung (Aktualisierung vorgesehen) - Schutzumfang: Alteintragung (Aktualisierung vorgesehen) - Denkmaltyp: Bauliche Anlage | Fotos hochladen                  |
| 5180 Wikidata  | Taterberg 2 (54° 28′ 12″ N, 9° 50′ 18″ O)               | Wohnhaus | Alteintragung (Aktualisierung vorgesehen) - Begründung: Alteintragung (Aktualisierung vorgesehen) - Schutzumfang: Alteintragung (Aktualisierung vorgesehen) - Denkmaltyp: Bauliche Anlage | Fotos hochladen                  |
| 6308 Wikidata  | Vogelsang 4 (54° 28′ 30″ N, 9° 50′ 3″ O)                | Wohnhaus | Alteintragung (Aktualisierung vorgesehen) - Begründung: Alteintragung (Aktualisierung vorgesehen) - Schutzumfang: Alteintragung (Aktualisierung vorgesehen) - Denkmaltyp: Bauliche Anlage | weitere Fotos \| Fotos hochladen |
| 10813          | Vogelsang 8 a (54° 28′ 30″ N, 9° 50′ 7″ O)              | Siegfried-Werft: Hafenkran mit Gleisanlage                                                                                            | Alteintragung (Aktualisierung vorgesehen) - Begründung: Alteintragung (Aktualisierung vorgesehen) - Schutzumfang: Alteintragung (Aktualisierung vorgesehen) - Denkmaltyp: Bauliche Anlage | BW                               |
| 5265           | Vogelsang 9 (54° 28′ 32″ N, 9° 50′ 7″ O)                | Siegfried-Werft: Werkstattgebäude | Alteintragung (Aktualisierung vorgesehen) - Begründung: Alteintragung (Aktualisierung vorgesehen) - Schutzumfang: Alteintragung (Aktualisierung vorgesehen) - Denkmaltyp: Bauliche Anlage | BW                               |
| 11267 Wikidata | Vogelsang 45 (54° 28′ 38″ N, 9° 50′ 29″ O)              | Kaiserhof | Architekt: F. F. W. Hinrichsen; ehem. „Hotel Kaiserhof“; um 1882, stirnseitiger Saalanbau 1890; dreigeschossiger Backsteinbau mit gründerzeitlicher Fassadengestaltung unter schiefergedecktem Mansarddach mit drei Dacherkern; terrassierter Vorbereich mit Mauereinfriedung - Begründung: geschichtlich, städtebaulich - Schutzumfang: gesamtes Äußeres, innere Eisentreppe, Einfriedung - Denkmaltyp: Bauliche Anlage | Fotos hochladen                  |
| 1679 Wikidata  | Vogelsang (54° 28′ 36″ N, 9° 50′ 31″ O)                 | Denkmal des Großen Kurfürsten | von Fritz Schaper; Alteintragung (Aktualisierung vorgesehen) - Begründung: Alteintragung (Aktualisierung vorgesehen) - Schutzumfang: Alteintragung (Aktualisierung vorgesehen) - Denkmaltyp: Bauliche Anlage | Fotos hochladen                  |
| 7233 Wikidata  | Vogelsang (54° 28′ 36″ N, 9° 50′ 26″ O)                 | Kiosk am Vogelsang | reetgedeckt, 2018 durch Brandstiftung beschädigt und wieder aufgebaut; Alteintragung (Aktualisierung vorgesehen) - Begründung: Alteintragung (Aktualisierung vorgesehen) - Schutzumfang: Alteintragung (Aktualisierung vorgesehen) - Denkmaltyp: Bauliche Anlage | weitere Fotos \| Fotos hochladen |
| 7382 Wikidata  | Vogelsang u. a. (54° 28′ 31″ N, 9° 50′ 17″ O)           | Hafen: gesamte Wasserfläche | Das Foto zeigt den Hafen um 1915. Alteintragung (Aktualisierung vorgesehen) - Begründung: Alteintragung (Aktualisierung vorgesehen) - Schutzumfang: Alteintragung (Aktualisierung vorgesehen) - Denkmaltyp: Bauliche Anlage | Fotos hochladen                  |
| 7234 Wikidata  | Windebyer Weg 5 (54° 27′ 46″ N, 9° 50′ 11″ O)           | Wohnhaus | Architekt: Hans Wolter; Alteintragung (Aktualisierung vorgesehen) - Begründung: Alteintragung (Aktualisierung vorgesehen) - Schutzumfang: Alteintragung (Aktualisierung vorgesehen) - Denkmaltyp: Bauliche Anlage | Fotos hochladen                  |

## Gründenkmale
| Objekt-ID      | Lage                                     | Offizielle Bezeichnung     | Beschreibung | Bild                             |
| -------------- | ---------------------------------------- | -------------------------- | --- | -------------------------------- |
| 9047 Wikidata  | Bergstraße (54° 28′ 42″ N, 9° 50′ 18″ O) | Kirchhof Borby             | Alteintragung (Aktualisierung vorgesehen) - Begründung: geschichtlich, Kulturlandschaft prägend - Schutzumfang: Kirchhof Borby, Sarkophage, Grabmale bis 1870 - Denkmaltyp: Gründenkmal, Sachgesamtheit: Kirche Borby    | weitere Fotos \| Fotos hochladen |
| 22942 Wikidata | Kirchplatz (54° 28′ 20″ N, 9° 50′ 11″ O) | Kirchhof                   | Alteintragung (Aktualisierung vorgesehen) - Begründung: geschichtlich, städtebaulich, Kulturlandschaft prägend - Schutzumfang: Kirchhof, Grabmale bis 1870 - Denkmaltyp: Gründenkmal, Sachgesamtheit: Kirche St. Nicolai | Fotos hochladen                  |
| 7384 Wikidata  | Vogelsang (54° 28′ 37″ N, 9° 50′ 34″ O)  | Parkanlage am Borbyer Ufer | Alteintragung (Aktualisierung vorgesehen) - Begründung: geschichtlich, städtebaulich - Schutzumfang: gesamtes Objekt - Denkmaltyp: Gründenkmal                                                                           | Fotos hochladen                  |